# Nahums Bog
Nahums Bog er en bog i Bibelen og den jødiske Tanakh. Den tilhører i jødisk tradition  de sene profeter eller skriftprofeterne. Nahum hører til de 12 små profeter.
Nahum profeterede formentlig i begyndelsen af kong Akaz' regeringsperiode (omkring 740 f.Kr.). Andre mener, at profeten dateres til sidste del af kong Hizkijas regeringsperiode (omkring 700 f.Kr.). Formentlig er bogen skrevet i Jerusalem, hvor han var vidne til Sankeribs invasion (2 Kong 19,35).
Emnet for hans profetier er den endelige og totale ødelæggelse af byen Nineve, som nærmer sig, og som han forudsiger. Nineve var hovedstaden i det  blomstrende assyriske rige og bredte sig over et enormt område. Byen var centrum for civilisationen og et stort handelsknudepunkt: “blodets by, altid falsk, fyldt med rov..." (Nah 3,1), fordi beboerne havde plyndret en lang række af omliggende lande. Den var stærkt befæstet på alle sider og bød enhver fjende at underlægge sig. Byen var kendt for at være fuld af prostituerede: "Jeg kommer over dig, siger Hærskarers Herre. Dine skørter slår jeg op i ansigtet på dig og lader folkeslag se dit skød og kongeriger din skam." (Nah 3,5)
Profeten Jonas havde allerede bekendtgjort en lignende advarsel til Nineve, hvorefter byen omvendte sig og angrede. Profeten Sefanias forudsagde også senere byens ødelæggelse. Det gik alt sammen i opfyldelse i 625 f.Kr., hvor byen blev ødelagt. Det assyriske rige overvandt aldrig slaget, og begivenheden ændrede Asiens historie.